# Europejskie Igrzyska Halowe w Lekkoatletyce 1967 – skok wzwyż mężczyzn
Skok wzwyż mężczyzn – jedna z konkurencji technicznych rozgrywanych podczas lekkoatletycznych europejskich igrzysk halowych w hali Sportovní hala w Pradze. Rozegrano od razu  finał 12 marca 1967. Zwyciężył reprezentant Związku Radzieckiego Anatolij Moroz. Tytułu zdobytego na poprzednich igrzyskach nie bronił Wałerij Skworcow ze Związku Radzieckiego.

## Rezultaty

### Finał
Rozegrano od razu finał, w którym wzięło udział 11 skoczków.

Opracowano na podstawie materiału źródłowego.
| Poz. | Zawodnik           | Reprezentacja  | 1,90 | 1,95 | 2,00 | 2,05 | 2,08 | 2,11 | 2,14 | 2,18 | Wynik |
| ---- | ------------------ | -------------- | ---- | ---- | ---- | ---- | ---- | ---- | ---- | ---- | ----- |
| 01 ! | Anatolij Moroz     | ZSRR           | –    | –    | o    | o    | o    | o    | xxo  | xxx  | 2,14  |
| 02 ! | Henry Elliott      | Francja        | o    | –    | o    | o    | o    | o    | xxo  | xxx  | 2,14  |
| 03 ! | Rudolf Baudis      | Czechosłowacja | –    | o    | o    | xo   | o    | o    | xxx  |      | 2,11  |
| 4.   | Rudolf Hübner      | Czechosłowacja | –    | o    | o    | o    | xo   | xo   | xxx  |      | 2,11  |
| 5.   | Gunther Spielvogel | RFN            | –    | o    | o    | o    | o    | xxx  |      |      | 2,08  |
| 6.   | Edward Czernik     | Polska         | –    | o    | xo   | o    | o    | xxx  |      |      | 2,08  |
| 7.   | Wiktor Bolszow     | ZSRR           | –    | –    | o    | o    | xo   | xxx  |      |      | 2,08  |
| 8.   | Werner Pfeil       | NRD            | –    | o    | o    | o    | xo   | xxx  |      |      | 2,08  |
| 9.   | Kjell-Åke Nilsson  | Szwecja        | –    | xo   | o    | xxo  | xxx  |      |      |      | 2,05  |
| 10.  | Giacomo Crosa      | Włochy         | o    | o    | o    | xxx  |      |      |      |      | 2,00  |
| 10.  | Ljudevit Silađi    | Jugosławia     | o    | o    | o    | xxx  |      |      |      |      | 2,00  |